# Transformador de corriente

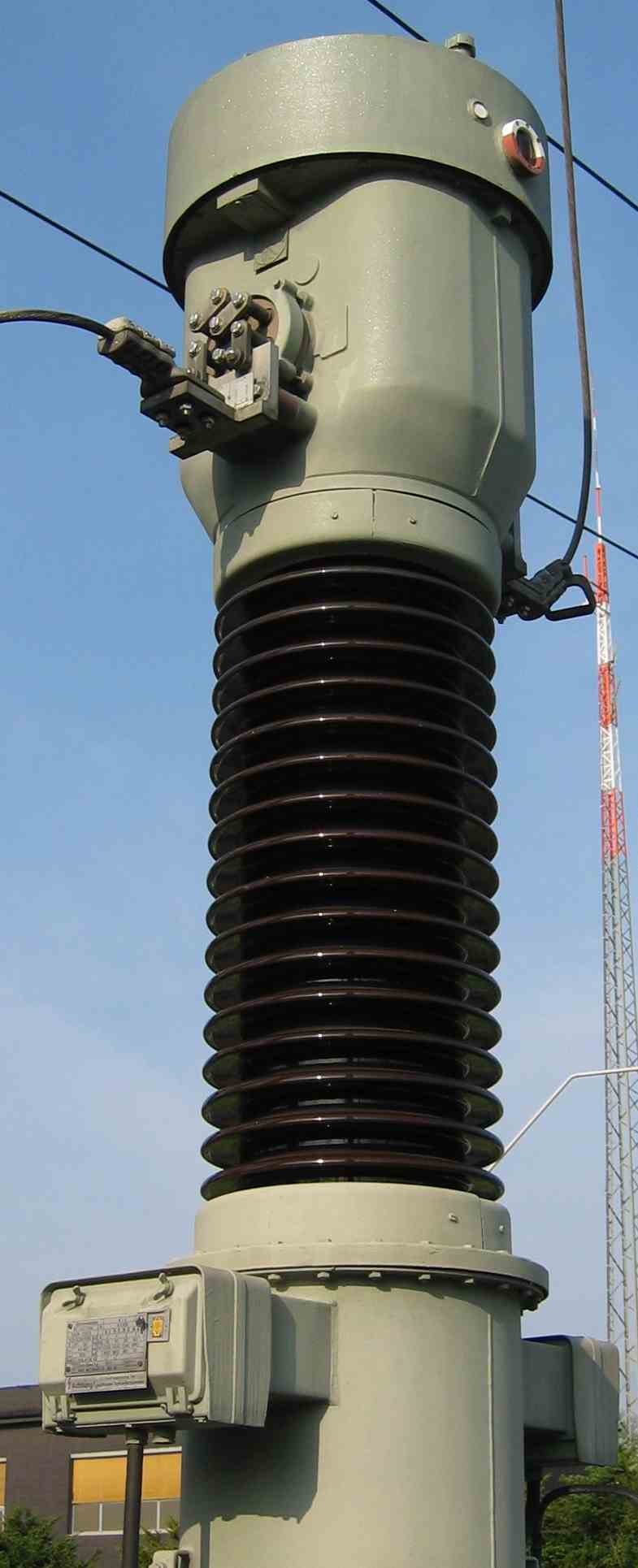
Un CT que opera en una red de 110 kV

Un transformador de corriente (TC o CT por sus siglas en inglés) es un transformador utilizado para aumentar o disminuir una corriente alterna (AC). Produce una corriente en el devanado secundario proporcional a la corriente del primario. 
Los transformadores de corriente, junto con los transformadores de tensión o de potencial, forman parte de los transformadores de instrumentos. Los transformadores de instrumentos reducen las señales de la corriente y tensión, respectivamente, a valores estandarizados que pueden ser conectados a las entradas de los instrumentos de medida y los relés de protección. Los transformadores de instrumentos aíslan y protegen los equipos de medida y protección de los altos niveles de tensión del sistema primario. Un transformador de corriente proporciona una corriente en el secundario que es exactamente proporcional a la corriente que fluye en su primario. El transformador de corriente genera una carga despreciable al circuito primario.
Los transformadores de corriente son unidades que miden corriente en sistemas de potencia y se usan en plantas de generación, subestaciones eléctricas y en la distribución de energía eléctrica industrial y comercial.

## Funcionamiento

Funcionamiento básico del transformador de corriente.

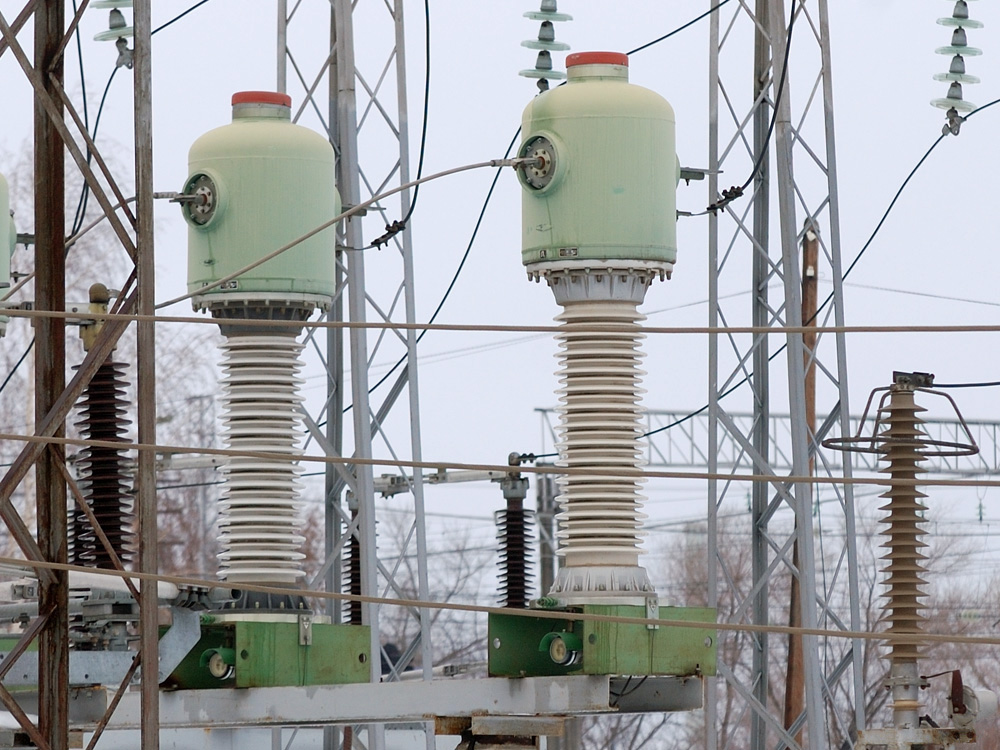
transformador de corriente SF _{6} a 110 kV.

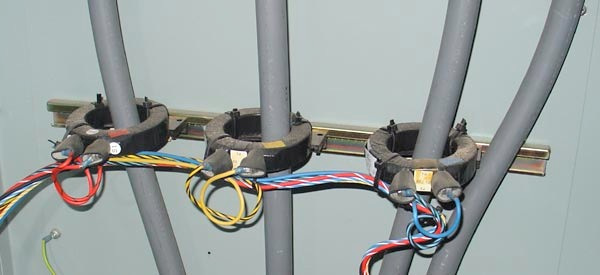
Transformadores de corriente utilizados como equipos de medida en una red trifásica de 400 amperios

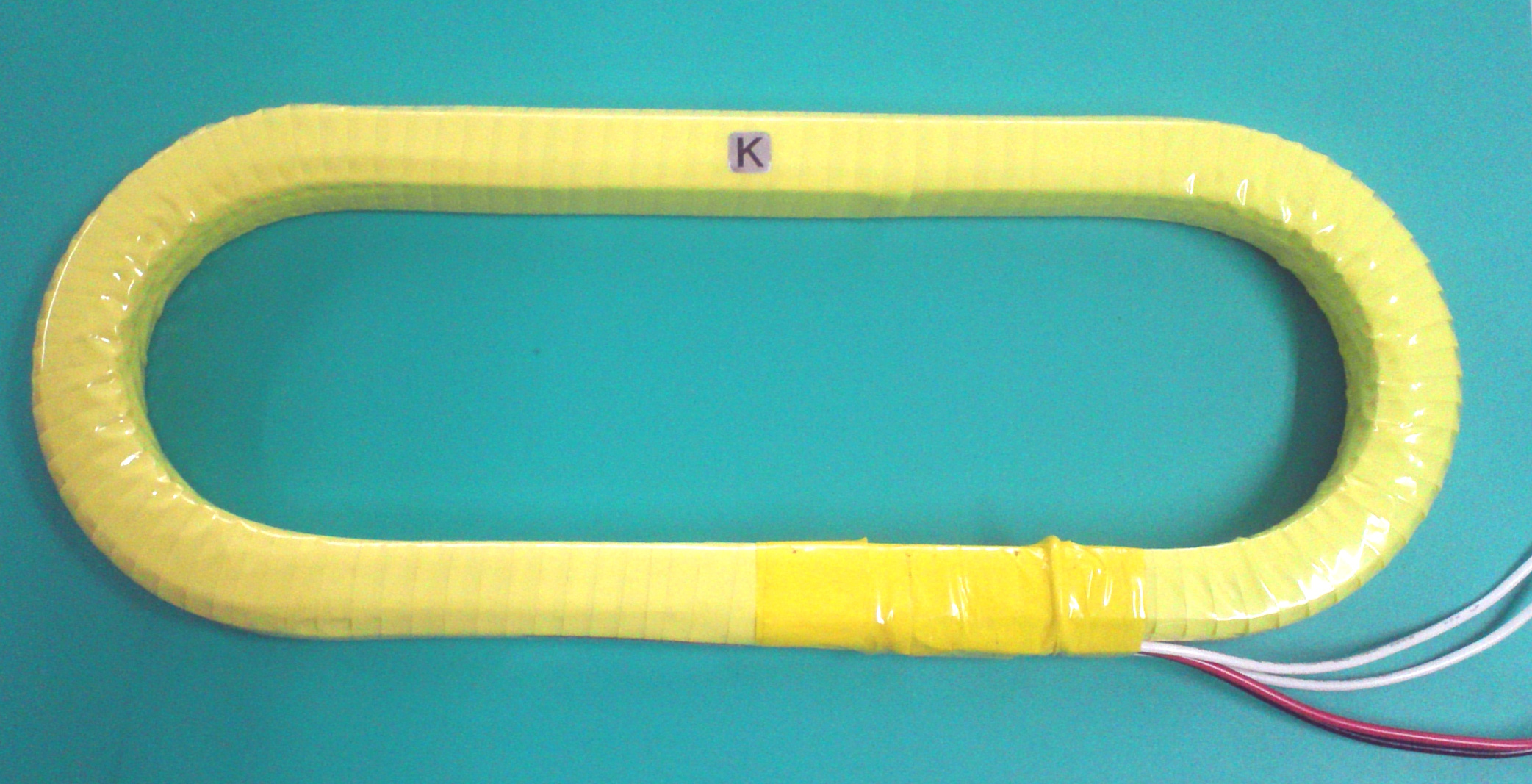
Transformador de corriente de secuencia cero

Un transformador de corriente tiene un devanado primario, un núcleo (bien sea de aire o un material magnético) y un devanado secundario. Si bien los principios físicos son los mismos, los detalles de un transformador de "corriente" y un transformador de "tensión" son diferentes debido a los requerimientos de su aplicación. Un transformador de corriente está diseñado para mantener una relación precisa entre las corrientes en sus circuitos primario y secundario en un rango específico. 
La corriente alterna en el devanado primario produce en el núcleo un campo magnético variante en el tiempo, que a su vez, induce una corriente alterna en el devanado secundario. El circuito del primario no se ve afectado por la conexión del TC. La precisión del transformador de corriente depende del acople que exista entre el primario y el secundario; esto garantiza que la corriente secundaria sea proporcional a la corriente primaria en un rango más amplio de corriente. La corriente en el secundario es la corriente en el primario (suponiendo un solo giro primario) dividido por el número de vueltas del devanado secundario. En la ilustración de la derecha, 'I' es la corriente en el primario, 'B' es el campo magnético, 'N' es el número de vueltas en el secundario y 'A' es un amperímetro de CA. 
Los transformadores de corriente generalmente consisten de un núcleo de forma toroidal hecho de acero al silicio,  con muchas vueltas de alambre de cobre enrolladas sobre el mismo, como se muestra en la ilustración a la derecha. El conductor que transporta la corriente primaria pasa a través del orificio del TC. En este caso,  La bobina primaria del TC tiene una sola vuelta. El devanado primario puede ser una parte del transformador de corriente; por ejemplo, una barra de cobre para transportar corriente a través del núcleo. Los transformadores de corriente tipo ventana también son muy comunes, los cuales pueden tener cables de circuito que pasan por el medio de una abertura en el núcleo para proporcionar un devanado primario de una sola vuelta. Para ayudar a la precisión, el conductor primario debe estar centrado en la abertura. 
Los transformadores de corriente se especifican por su relación de corriente entre el primario y el secundario. Por convención,  la corriente nominal del secundario es igual a 1 o 5 amperios.  Por ejemplo, un TC con una relación 4000:5 A tendrá una corriente de salida de 5 amperios cuando pasen 4000 amperios por la bobina del primario. Esta relación también se usa para hallar la impedancia o tensión en un lado del transformador, teniendo un valor apropiado del otro lado. Para el TC 4000:5, la impedancia del secundario puede calcularse como ZS = NZP = 800ZP, y la tensión del secundario puede hallarse como VS = NVP = 800VP. La impedancia del secundario reflejada en el lado primario se halla como ZS′ = N2ZP. Para reflejar la impedancia simplemente se multiplica el valor de la impedancia secundaria inicial por la relación de corriente. El devanado secundario de un TC puede tener varios taps para proporcionar varias relaciones de corriente. Normalmente los TC's cuentan con 5 taps siendo comunes cinco derivaciones.
Los transformadores de corriente pueden fabricarse de diferentes formas y tamaños dependiendo de las necesidades del usuario final. Los transformadores de corriente de baja tensión se fabrican en forma de anillo en una caja moldeada de plástico. 
Los transformadores de corriente de núcleo partido consisten de un núcleo dividido en dos partes o un núcleo con una sección removible. Estos transformadores se pueden instalar sin necesidad de desconectar o apagar el conductor que se quiere medir.  Los transformadores de corriente de núcleo partido se usan principalmente en instrumentos de medida de baja corriente, por lo general dispositivos portátiles que funcionan con baterías (ver ilustración abajo a la derecha).

## Uso

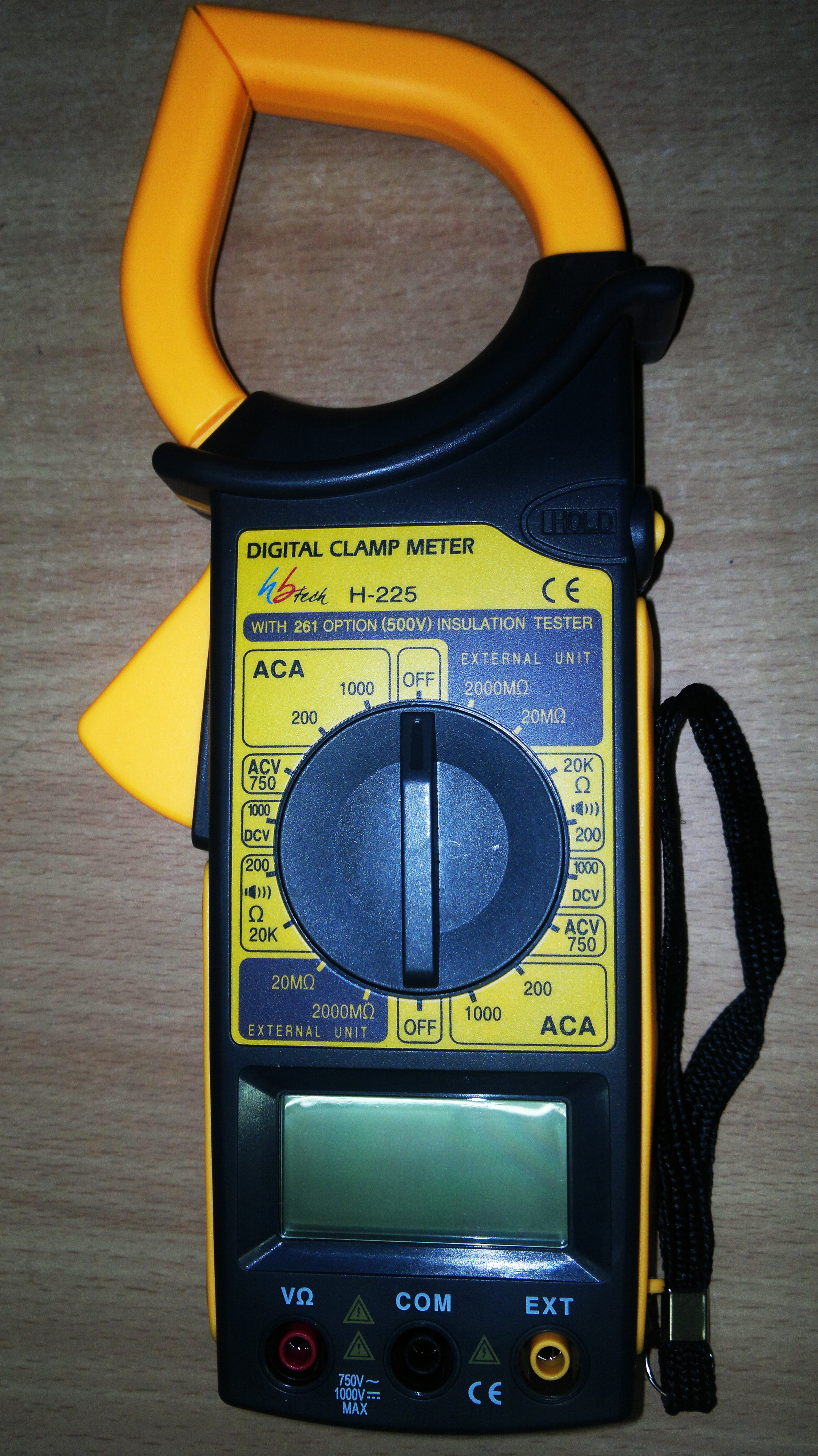
Muchas pinzas amperimétricas utilizan un transformador de corriente para medir corriente alterna (CA).

Los transformadores de corriente se usan en mayor medida para medir la corriente y monitorear la operación de la red eléctrica. 
Los transformadores de corriente de alta tensión se instalan sobre aisladores poliméricos o de porcelana para aislarlos de la tierra. Algunos transformadores de corriente se encuentran en el buje de un transformador de alta tensión o de un interruptor, que automáticamente centra el conductor dentro de la ventana del TC. 
Los transformadores de corriente se pueden montar en las bornas de baja o alta tensión de un transformador de potencia. En algunas ocasiones, se quita una sección de la barra para instalar un transformador de corriente. 
Es muy común encontrar varios transformadores de corriente juntos. Por ejemplo, los dispositivos de protección y medida pueden usar transformadores de corriente por separado para aislar los circuitos de medida y protección y permitir transformadores de corriente con diferentes características (clase de precisión, capacidad de carga) que requieren dichos dispositivos. 
La carga conectada al transformador de corriente no debe superar el burden especificado por el fabricante, para evitar que la tensión del secundario no exceda los límites del transformador de corriente al que fue diseñado. Tampoco se debe exceder la corriente nominal del primario con el fin de que el núcleo no entre en su región no lineal y se sature. Esto ocurriría cerca del final de la primera mitad de cada mitad (positiva y negativa) de la onda sinusoidal de CA en el primario y afectaría la precisión.

## Seguridad
Los transformadores de corriente a menudo se usan para supervisar corrientes altas o corrientes a altas tensiones. Se usan normas técnicas para garantizar la seguridad de las instalaciones que usan transformadores de corriente. 
El secundario de un transformador de corriente no debe desconectarse de su carga mientras exista una corriente en el primario, ya que el devanado secundario intentará generar una corriente hasta superar su rigidez dieléctrica, poniendo en riesgo la seguridad de la operación. Esta tensión inducida puede alcanzar varios kV causando un arco eléctrico. Exceder la tensión secundaria también puede afectar la precisión del transformador o incluso destruirlo. Energizar un transformador de corriente con el circuito del secundario abierto es igual que energizar un transformador de tensión con un circuito secundario en corto circuito. Para el primer caso, el secundario intentará producir una tensión infinita y en el segundo caso, el secundario intentará producir una corriente infinita. Ambos escenarios pueden ser peligrosos, dañando el transformador.

## Precisión
La precisión de un TC se afecta por varios factores como: 
- Burden
- Clase de burden o clase de saturación
- Factor de seguridad
- Carga
- Campos electromagnéticos externos
- Temperatura
- Configuración física
- El tap seleccionado, para TC's con varias relaciones
- Cambio de fase
- Acoplamiento capacitivo entre primario y secundario
- Resistencia del primario y secundario
- Corriente de magnetización del núcleo

La norma IEC 61869-1 ha determinado que las clases de precisión de los transformadores de corriente son 0.1, 0.2s, 0.2, 0.5, 0.5s, 1 y 3, dependiendo de la carga y la exactitud de la medida requerida. La clase de precisión es una medida aproximada de la precisión del CT. Por ejemplo, el error de relación (entre la corriente del primario a la del secundario) de un CT con clase 1 es de 1% con la corriente nominal; mientras que el error de relación es de 0.5 % para un CT con clase de precisión 0.5. El error de desfase también es importante para las mediciones de potencia. Cada clase tiene un error de desfase permitido para una carga específica.
Los transformadores de corriente usados para protección tienen requisitos de precisión especiales debido a que necesitan medir corrientes mucho más altas de lo normal, para asegurar la operación de los relés durante fallas del sistema.  De acuerdo con la clasificación de precisión de ASA, Un transformador de corriente clasificado con una clase de precisión 2.5L400, es aquel que tiene una relación de 20 veces entre la corriente de primario y el secundario (por lo general 5 A X 20 = 100) y 400 V de caída, con una precisión del 2.5 %.

## Normas
Dependiendo de las necesidad del cliente, los transformadores de corriente se diseñan bajo dos normas principales. La norma IEC 61869-1 (anteriormente IEC 60044-1) y norma IEEE C57.13 (ANSI).